# Стефан Стефанов
Вижте пояснителната страница за други личности с името Стефан Стефанов.
Стефан Георгиев Стефанов е български политик от Демократическата партия, индустриалец и съветник на цар Борис III. Той е министър на финансите в правителствата на Никола Мушанов (1931 – 1934 г.).

## Биография
Роден е на 6 юли 1876 г. в град Сливен. Завършва висше образование по право и държавни науки в Берлин. Баща му Георги Стефанов е виден български индустриалец и основател на фабриката за вълнени платове „Георги Стефанов и Синове“ в Сливен. Създадена през 1888 г., тя остава най-голямата фабрика за платове в България до 1945 г. След смъртта му най-големият му син Стефан Стефанов поема и ръководи фабриката. През 1920 г. той става собственик и на текстилната фабрика „Мусала“ в Самоков. През 1940 г. Стефанов предава управлението на предприятията на зетя си – Георги Семерджиев. Умира на 25 март 1946 г. През декември 1947 г. предприятията „Георги Стефанов и Синове“, „Мусала“, както и „Семерджиев и сие“ са национализирани и преименувани.
Личният му архив се съхранява във фонд 362К в Централен държавен архив. Той се състои от 139 архивни единици от периода 1909 – 1936 г.

### Политическа кариера
- 1915 – 1918 г. – поддиректор и директор на Дирекцията за стопански грижи и обществена предвидливост.
- 1915 – 1933 г. – член на Демократическата партия. Избиран многократно за народен представител. Демократ. Ръководител на финансовата група около Българска национална банка.
- 1918 – 1920 г. – таен съветник на цар Борис III.
- 1921 – 1926 г. – емигрант в Италия.
- 1926 – 1933 г. – член и председател на Управителния съвет на Съюза на индустриалците.
- 1926 – 1939 г. – народен представител.
- 1931 – 1934 г. – министър на финансите в правителствата на Никола Мушанов.

В периода 1930 – 1934 г. Великата депресия се отразява и върху България. В хода на кризата в правителството на Народния блок се оформя прореформаторско малцинство, начело с тогавашния министър на финансите Стефан Стефанов. Въпреки огромната политическа съпротива, то успява да формулира през 1933 г. относително цялостна реформистка програма, известна още като Планът „Стефанов“.